# トニー・シェイ
トニー・シェイ（英語：Tony Hsieh、1973年12月12日 - 2020年11月27日）は、アメリカ合衆国の実業家、起業家。オンライン靴店ザッポスの創業者CEO。ザッポス勤務以前は、1996年にオンライン広告網企業リンクエクスチェンジ（LinkExchange）を創業し、1999年にマイクロソフトに2億6500万ドルで売却したことで知られる。

## 来歴
台湾からアメリカ合衆国に移民した両親の元に、イリノイ州で生まれる。カリフォルニア州サンフランシスコ・ベイエリアで育つ。2人の弟がいる。
1995年にコンピューター科学の学位でハーバード大学卒業。卒業後、オラクルに就職するも5ヶ月で退職し、リンクエクスチェンジを友人のサンジェイ・マダンと創業。

### リンクエクスチェンジ
シェイはCEOとして1996年に創業したリンクエクスチェンジでは、登録企業のバナー広告をウェブサイトに表示する広告網を構築・運営。1998年には40万社以上の登録で1日500万回のバナー広告表示を行っていた。1998年11月にマイクロソフトに2億6500万ドルで売却した。

### ベンチャー・フロッグ
リンクエクスチェンジ売却後、アルフレッド・リンとインキュベーター・ベンチャーキャピタル企業を創業。この会社が投資、育成した企業の中に、Ask.com、オープンテーブルやザッポスがあった。

### ザッポス
1999年にザッポスの創業者ニック・スウィンマーン（Nick Swinmurn）がシェイに売却話を提案。まずベンチャー・フロッグを通じ投資し、2ヶ月後には CEOとして経営に参加した。当時（2000年）160万ドルの売上であったが、 2009年には1000万ドルを超えた。
2009年6月にアマゾン・ドット・コムがザッポスの買収を発表、買収金額は約12億ドルであった。引き続きザッポスはシェイによりアマゾンから独立した経営を維持すると発表されている
。

### ジェットスイート
シェイは 2011年に取締役として超軽量ジェット機航空会社ジェットスイート（JetSuite）の経営に参画。シェイはエンブラエル フェノム 100 2機の追加のための700万ドルの投資確保を実現。

### ラスベガス・ダウンタウン再開発計画
シェイの経営するザッポスはネバダ州ラスベガスを本社としており、2009年よりストリップ地区に遅れを取っていたラスベガス・ダウンタウンの主要再開発・再生プロジェクトを主導している。シェイはもともとザッポス従業員の居住・勤務地としてダウンタウンの開発を計画していたが、現在では他の新興企業の従業員や起業家なども対象になっている。

### 死去
ネバダ州ラスベガス在住。
2020年11月27日、コネチカット州を訪れていた際、住宅火災で負った怪我により亡くなった。

## 受賞歴
- 1993年にACM国際大学生プログラミングコンテストで世界チャンピオン獲得（ハーバード大学チームとして）[22]。
- 2007年にアーンスト・アンド・ヤング起業家賞を受賞[23]。

## 著書
- 『Delivering Happiness: A Path to Profits, Passion, and Purpose』（邦訳『顧客が熱狂するネット靴店　ザッポス伝説―アマゾンを震撼させたサービスはいかに生まれたか』ダイヤモンド社 ISBN 978-4478013731）
  - 「Delivering Happiness」上梓後はマスメディアに頻繁に取り上げられ[24][25][26][27][28]、ニューヨーク・タイムズ紙のベストセラーのランキングに27週連続で掲載された[29][30] 。